# Yoldiella solidula
Yoldiella solidula is een tweekleppigensoort uit de familie van de Yoldiidae. De wetenschappelijke naam van de soort is voor het eerst geldig gepubliceerd in 1989 door Warén.